# Americas Trading Group (ATG)
Americas Trading Group (ATG) é uma empresa especializada em negociação eletrônica que oferece uma plataforma multibroker para execução de ordens e criação de liquidez nos principais mercados da América Latina, fornecendo algoritmos e serviços para corretoras, assets e bolsas de valores. É também responsável pela criação de uma nova bolsa de valores brasileira, a ATS Brasil. Em 2018, foi preso um dos três sócios da empresa investigados em operação da Polícia Federal sobre fraudes em fundos de pensão. Segundo a empresa, os envolvidos foram desligados e tiveram seus acessos bloqueados, tendo as operações da mesma continuado.